# Eremothamneae
Eremothamneae je tribus (pleme) glavočika jezičnjača, porodica glavočike (Asteraceae). Sastoji se od dva roda s ukupno tri vrste s juga Afrike.
Status tribusa prihvaćen je 2009, ali se navedeni rodovi danas klasificiraju tribusu Arctotideae

## Rodovi
1. genus Eremothamnus O. Hoffm., monotipski rod iz Namibije
2. genus Hoplophyllum DC., Južnoafrička Republika